# Hugo Helsten
Hugo Alexander Helsten (ur. 15 września 1894 we Frederikshavn, zm. 25 maja 1978 w Esbjergu) – duński gimnastyk, medalista olimpijski.
W 1920 r. reprezentował barwy Danii na letnich igrzyskach olimpijskich w Antwerpii, zdobywając złoty medal w ćwiczeniach wolnych drużynowo.